# Ó, Szent István, dicsértessél!
Az "Ó, Szent István, dicsértessél!" kezdetű középkori moldvai csángó eredetű népdal, melyet államalapító I. (Szent) István király tiszteletére énekelnek.

## Története
A dal a középkorban keletkezett, a moldvai csángók körében.

## Szövege
A dal eredeti szövege a következő:

Benczúr Gyula: Vajk megkeresztelése

Ó Szent István dicsértessél, menny és földön tiszteltessél!
De főkképpen nálunk ma, mint Országunk Oszlopa!
Kérünk, mint Apostolunkat és az első Királyunkat!
Szent István nézz Mennyből le a szép magyar népedre!
Sok sánta vette járását, sok vak nyerte meg látását.
Némák kezdtek szólani, siketek es hallani.
Kérünk, mint Apostolunkat és az első királyunkat,
Szent István, nézz Mennyből le a szép magyar népedre!
Boldogságos Szűzanyánknak, mint magyarok Asszonyának
Föláldoztad Hazánkat, szentelted Koronánkat!
Kérünk, mint Apostolunkat és az első Királyunkat!
Szent István nézz Mennyből le a szép magyar népedre!

Azért is hálaadással, ünnepélyes vigassággal
Mi együtt örvendezünk, szívünkből emlékezünk!
Kérünk, mint Apostolunkat és az első Királyunkat!
Szent István nézz Mennyből le a szép magyar népedre!

Mi, kik Téged Pártfogónknak választottunk Szószólónknak
Szólj Istennél érettünk, légy mindenkor mellettünk!
Kérünk, mint Apostolunkat és az első Királyunkat!
Szent István nézz Mennyből le a szép magyar népedre!

## A Havasi Balázs-féle Tűzijáték-szvit
A dal megjelent Havasi Balázs zeneszerző 2013. augusztus 20-i "Tűzijáték-szvitjében", melyet külön erre az alkalomra komponált, és amely a budapesti (és az időjárási okok miatt elmaradt balatoni) ünnepi tűzijáték hivatalos zeneműve volt. Az eredeti dalnak csupán az első két sora csendült fel a műben.

## További információ
- A 2013. augusztus 20-i budapesti ünnepi tűzijáték videója (forrás:MTVA)